# Abel Ferrara
Abel Ferrara (El Bronx, Nueva York; 19 de julio de 1951) es un director y guionista de cine estadounidense.

## Biografía
Ferrara nació en El Bronx, de ascendencia italiana e irlandesa. Tuvo una educación católica, lo que luego influiría en su trabajo. A los 15 años de edad se mudó a Peekskill, Nueva York, donde asistió a la secundaria y conoció a Nicholas St. John y John McIntyre, que luego serían guionista e ingeniero de sonido de sus películas. Ferrara empezó como director con films amateurs en Súper 8, cortos que serían la base de su primera película The Driller Killer (1979), una violenta explotación de un artista que sufre un colapso mental. El film fue protagonizado por el propio Ferrara, además de escribir las canciones con el seudónimo de Jimmie Laine.
En 1981, con Ángel de venganza, una escabrosa historia sobre una mujer violada que decide vengarse, Ferrara obtendría magníficas críticas y daría un salto cualitativo en su carrera. Después de dirigir Fear City, Ferrara se dedicó parcialmente a la televisión dirigiendo capítulos de Miami Vice e Historia del crimen (Crime Story). Ferrera volvería a la gran pantalla en 1987 con Suburbios de muerte (China Girl).
Dirigió The Funeral, una gran película de gánsters con Christopher Walken y Chris Penn, que ganó el premio al mejor actor de reparto en el festival de Venecia de 1996.
El principio de la década de 1990 es considerado por muchos como la época dorada de la filmografía de Abel Ferrera. En 1990 triunfó con otra obra violenta, El rey de Nueva York (King of New York), protagonizada por Christopher Walken y centrada en las mafias de la droga. La película tuvo una buena acogida aunque tuvo su polémica en el New York Film Festival cuando Ferrara fue acusado de racista y sexista basándose en la acusación de que hacía apología de la violencia y las drogas.
A El rey de Nueva York, le siguió Bad Lieutenant (Teniente corrupto en España, Corrupción judicial en México y Un maldito policía en Uruguay y Argentina) en 1992, considerada la mejor película del director neoyorquino. El film fue protagonizado por Harvey Keitel como un policía desesperado por su adicción y sus deudas. La película, que se convirtió rápidamente en una obra de culto, sorprende por la violencia y la crudeza de las imágenes y el tinte apocalíptico con el que Ferrara describió a Nueva York.
Después de los éxitos de sus anteriores películas, fue tentado por las grandes productoras. Ferrara se atrevió con la versión de Secuestradores de cuerpos, que fue estrenada por el Festival de Cannes, y Dangerous Game, su segunda colaboración con Keitel. Ambas películas tuvieron una acogida tibia por el público y la crítica. 
En la posterior y menos lograda The Blackout, oculto en la memoria (The Blackout, 1997), con Matthew Modine, Ferrara repite muchos de sus temas de forma efectista. En 1998 escribió y dirigió New Rose Hotel, una adaptación de Ferrara sobre un cuento de William Gibson.

## Filmografía
- Nicky's Film (1971)
- The Hold Up (1972)
- Could This Be Love (1973)
- Nine Lives of a Wet Pussycat  (1976) (como Jimmy Boy L)
- Not Guilty: For Keith Richards (1977) corto (ahora perdido)
- The Driller Killer (1979)
- Ms. 45 (1981)
- Fear City (1984)
- China Girl (1987)
- Cat Chaser (1989)
- El rey de Nueva York (1990)
- Bad Lieutenant (1992)
- Body Snatchers (1993)
- Dangerous Game (1993)
- The Addiction (1995)
- California (1996) (videoclip de Mylène Farmer)
- The Funeral (1996)
- The Blackout (1997)
- New Rose Hotel (1998)
- 'R Xmas (2001)
- Mary (2005)
- Go Go Tales (2007)
- Chelsea on the Rocks (2008)
- Napoli Napoli Napoli (2009)
- Mulberry St. (2009)
- Jekyll and Hyde (2010)
- 4:44 - Last Day on Earth (2011)
- Welcome to New York (2014)
- Pasolini (2014)
- Tommaso (2019)
- Siberia (2020)
- Zeros and Ones (2021)
- Padre Pio (2022)

## Premios y distinciones
Festival Internacional de Cine de Venecia
| Año  | Categoría                             | Película       | Resultado |
| ---- | ------------------------------------- | -------------- | --------- |
| 1996 | Premio OCIC                           | El funeral     | Ganador   |
| 1998 | Premio Elvira Notari-Mención especial | New Rose Hotel | Ganador   |
| 1998 | Premio FilmCritica "Bastone Bianco"   | New Rose Hotel | Ganador   |
| 2005 | Premio especial del Jurado            | Mary           | Ganador   |
| 2005 | Premio SIGNIS                         | Mary           | Ganador   |
| 2005 | Premio Sergio Trasatti                | Mary           | Ganador   |
| 2005 | Premio Mimmo Rotella Foundation       | Mary           | Ganador   |